# ديان ترايكوفيسكي
ديان ترايكوفيسكي (بالسلوفينية: Dejan Trajkovski)‏ (14 أبريل 1992 بسلوفينيا - ) هو لاعب كرة قدم سلوفيني في مركز الظهير. شارك مع منتخب سلوفينيا تحت 21 سنة لكرة القدم. أما مع النوادي، فقد لعب مع نادي دومجاله ونادي ماريبور وNK Maribor B ‏.

## روابط خارجية
- ديان ترايكوفيسكي على موقع الاتحاد الأوربي (الإنجليزية)
- ديان ترايكوفيسكي على موقع قاعدة بيانات كرة القدم.إي يو (الإنجليزية)
- ديان ترايكوفيسكي على موقع ناشيونال فوتبول تيمز (الإنجليزية)
- ديان ترايكوفيسكي على موقع Soccerway.com (الإنجليزية)
- ديان ترايكوفيسكي على موقع AS.com (الإسبانية)